# Bitwa pod New Ross (1643)
Bitwa pod New Ross – starcie zbrojne, które miało miejsce w roku 1643 w trakcie irlandzkiej wojny konfederackiej na północ od miasta New Ross w południowo-wschodniej Irlandii.
W trakcie starcia angielska armia pod wodzą Jamesa Butlera pokonała irlandzkie oddziały konfederackie dowodzone przez Thomasa Prestona. 
W roku 1643 James Butler wyruszył z Dublina na czele swoich wojsk kierując się do New Ross z zamiarem zdobycia tamtejszego garnizonu. Po nieskutecznym oblężeniu Butler zdecydował się jednak na powrót do Dublina przez Blackstairs Mountain. W trakcie marszu w tym kierunku Irlandczycy natknęli się na wojska angielskie Jamesa Butlera. Po krótkiej walce, w której poległo około 500 żołnierzy irlandzkich, Butler z pozostałymi siłami wycofał się do Dublina.